# Ciało Gaussa
Ciało Gaussa – podciało ciała liczb zespolonych powstałe przez ograniczenie jego uniwersum do liczb postaci:
{\displaystyle \mathbb {Q} (i):=\{a+bi:a,b\in \mathbb {Q} \}}
Jest to ciało ułamków pierścienia liczb całkowitych Gaussa (zwanego też pierścieniem Gaussa).